# Rue du Cloître-Saint-Merri
Ne doit pas être confondu avec Rue Saint-Merri.
La rue du Cloître-Saint-Merri est une voie, ancienne, située dans le 4e arrondissement de Paris, en France, dans le quartier Saint-Merri. Elle fait partie du Marais.

## Situation et accès
Actuellement, la rue du Cloître-Saint-Merri, d'une longueur de 132 mètres, est située dans le 4e arrondissement , quartier Saint-Merri, et commence au 17, rue du Renard et finit au 78, Saint-Martin.
Les stations de métro les plus proches sont : Rambuteau (ligne 11), Châtelet (lignes 1, 4, 7, 11 et 14) et Hôtel de Ville (lignes 1 et 11).

## Origine du nom
Son nom est dû à la proximité du cloître de l'église Saint-Merri.

## Historique

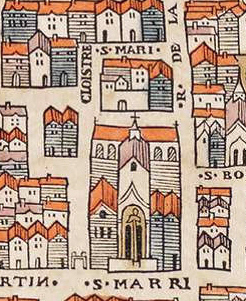
La rue sur le plan de Truschet et Hoyau (vers 1550) ; à cette époque, la rue formait encore un angle droit pour rejoindre la rue de la Verrerie.

Cette rue formait au XIIe siècle un angle droit : en partant de la rue Saint-Martin, elle faisait un brusque coude à angle droit pour prendre l'axe de la rue des Juges-Consuls et se terminer dans la rue de la Verrerie.
Le cloître Saint-Merri comprenait autrefois dans son périmètre, les rues Brisemiche (l'actuel côté est de la place Igor-Stravinsky) et Taillepain (commençant à l'emplacement de l'actuel no 18, ancienne « rue Baille-Hoë », nom signifiant « qui donne joie »). Elles furent parmi les nombreuses rues aux ribaudes de Paris, du XIIIe au XVe siècle ; les curés de la paroisse Saint-Merri demandèrent qu'on les chasse en 1387 et en 1424.
Du côté de la rue Saint-Martin, on voyait une porte ou barrière qui avait fait donner à cet endroit le nom de « la barre Saint-Merri ». Cette dénomination venait sans doute de la juridiction temporelle que les chanoines de Saint-Merri y faisaient exercer. Les prisons du chapitre étaient situées en cet endroit et on y tenait également les assemblées capitulaires. La partie de cet emplacement qui avoisine la rue Saint-Merri se nommait « rue des Consuls ».
Cette voie s'appelait au Moyen Âge la « rue de la Porte-Saint-Merri », car elle se trouvait juste à côté de l'archet Saint-Merri, porte de la deuxième enceinte de Paris du Xe siècle, coupant la rue Saint-Martin, puis la rue à Bouvetins.
Le cloître Saint-Merri, disparu au XVIe siècle, était un enclos de maisons appartenant au chapitre de l'église Saint-Merri, avec une prison à l'emplacement de l'actuel no 24.
Une décision ministérielle, du 13 vendémiaire an X (5 octobre 1801), signée Chaptal, fixe la largeur de cette voie publique à 7 mètres.
Au début du XIXe siècle, les numéros de la rue étaient noirs.
La rue a été le lieu de terribles combats lors de l'insurrection républicaine du 6 juin 1832.
En 1837, la partie qui débouche dans la rue Saint-Martin fut prolongée jusqu'à celle du Renard sur les terrains appartenant à M. Guelle. La rue du Cloître-Saint-Merri, d'une longueur de 132 mètres, qui était située dans l'ancien 7e arrondissement, quartier Sainte-Avoye, commençait désormais aux 3-5, rue du Renard et  finissait aux 4-6, Saint-Martin. Le dernier numéro impair était le no 7 et le dernier numéro pair était le no 24.
En vertu d'une ordonnance royale du 13 juin 1839, la largeur de la voie est portée à 12 mètres, entre les rues Saint-Martin et du Renard. Le surplus, qui prend naissance à la rue de la Verrerie, doit former une place pour dégager le chevet de l'église Saint-Merri, et sa largeur est fixée à 14 mètres.
Une décision ministérielle du 21 juin 1844 donne à la partie sud de la rue du Cloître-Saint-Merri le nom de rue des Juges-Consuls.

## Bâtiments remarquables et lieux de mémoire
- No 6-8 : groupe scolaire privé catholique sous contrat Saint-Jean-Gabriel (maternelle, école, collège), dont les origines remontent au XVIIe siècle[5].
- No 18 : emplacement d'un hôtel particulier ayant appartenu en 1520 à Oudart Hennequin, maître des comptes, puis à son fils Pierre Hennequin, président au Parlement de Paris en 1557, à Nicolas Hennequin en 1612, et à la fille de ce dernier, en 1622, qui épousa Henri de Gouffier, marquis de Boissy. Il appartint ensuite, en 1647, à Artus Gouffier de Roannez duc du Roannais, avant d'être vendu et de disparaitre. Cet hôtel est désormais recouvert par une école maternelle et une école primaire.
- No 24 : à l’angle avec la rue Saint-Martin était située la prison du chapitre Saint-Merri, disparue au XVIIIe siècle[6].
- La rue donne un très beau point de vue sur le côté nord de l'église Saint-Merri.
- Place Marguerite-Porete.

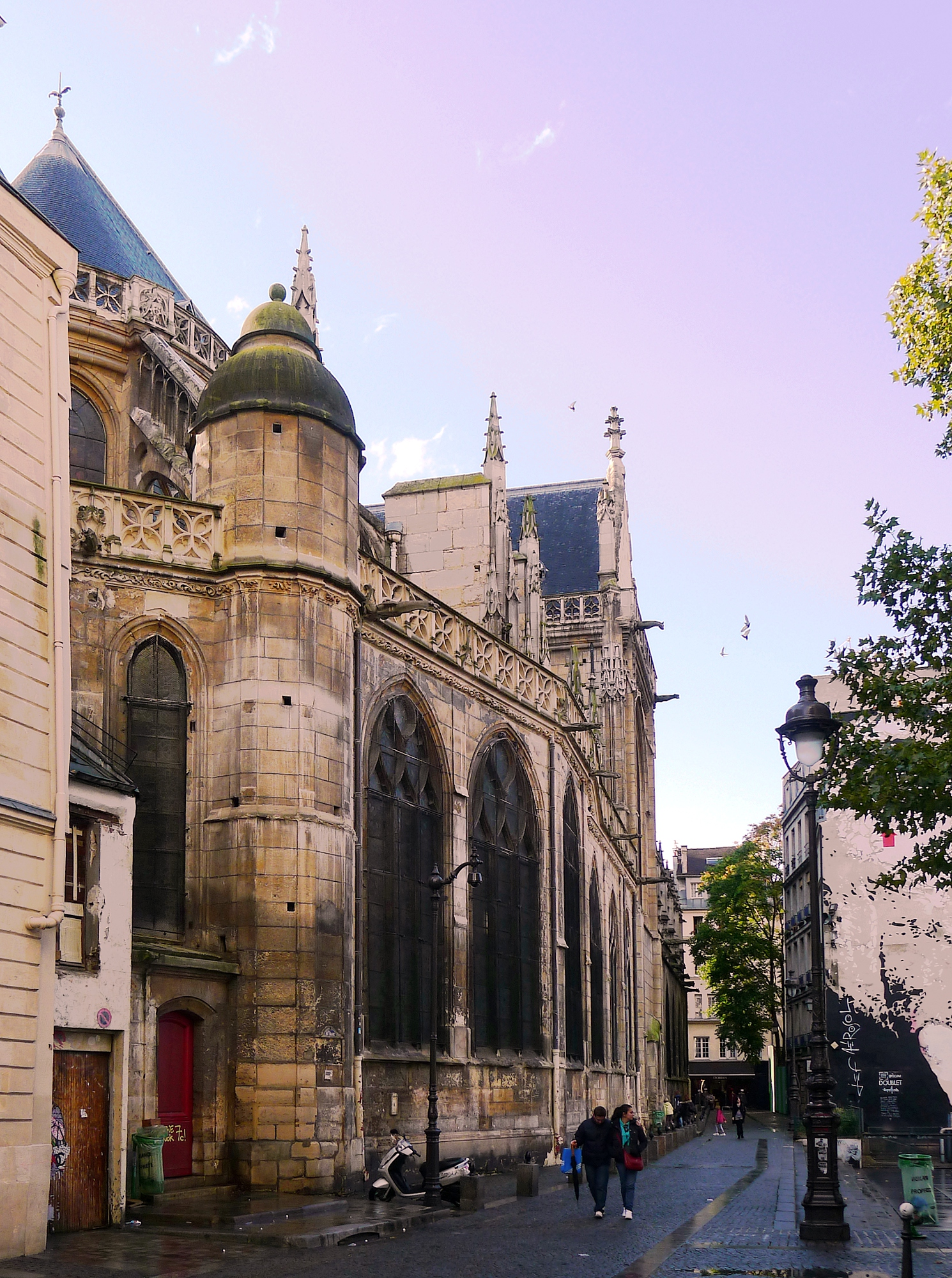
Vue de la rue en direction de la rue Saint-Martin ; à gauche, l'église Saint-Merri.
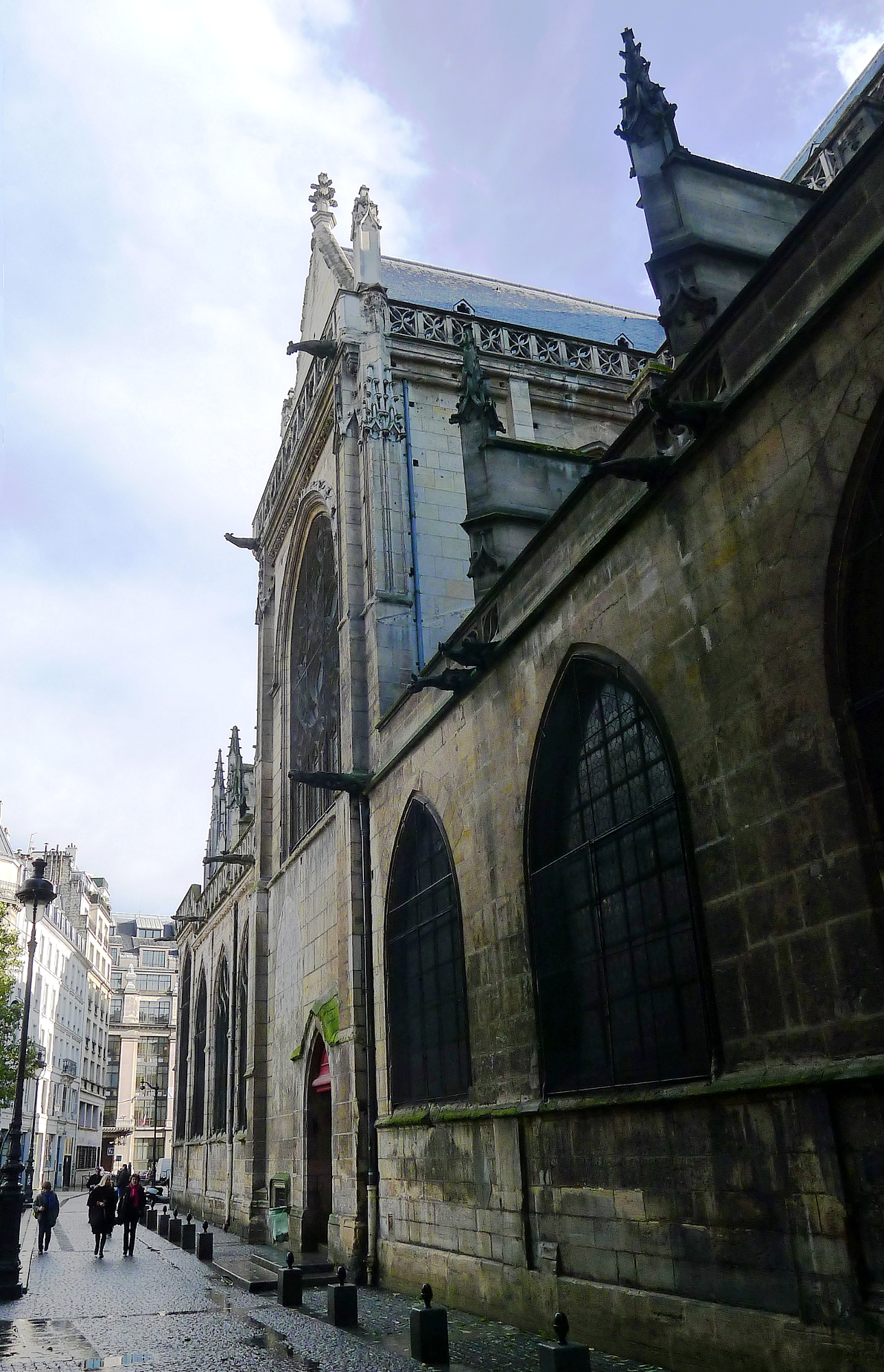
Vue en direction de la rue du Renard.
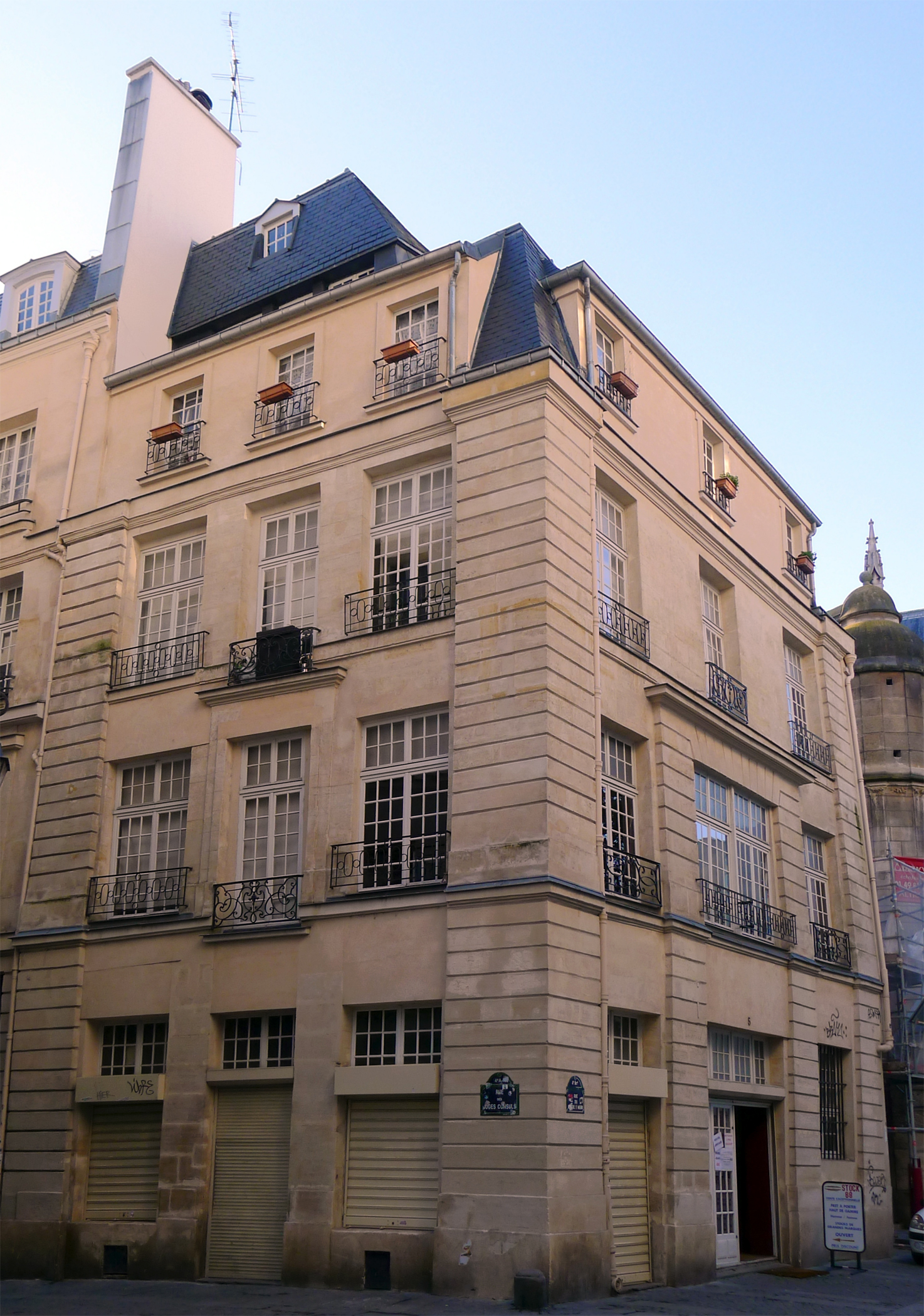
No 5 : bâtiment inscrit aux MH.

### Maison des consuls
La maison des consuls était située dans le cloître Saint-Merri.
La première juridiction des consuls en France fut établie à Toulouse, par édit du mois de juillet 1549. La Ville de Paris n'obtint cet avantage qu'en 1563. Cette justice connaissait de toutes les causes ou procès concernant le commerce et le fait de marchandise.
Les appels étaient portés en parlement.
La juridiction consulaire fut toujours exercée par cinq marchands ; le premier se nommait juge et les autres consuls. Ces fonctions étaient électives et les magistrats renouvelés tous les ans, le 28 janvier. Le juge devait avoir quarante ans, et les consuls vingt-sept.